# خليج مانيلا
خليج مانيلا هو ميناء طبيعي يخدم ميناء مانيلا (في لوزون) في الفلبين. الخليج يتواجد في موقع استراتيجي حول عاصمة الفلبين، وسهل خليج مانيلا التجارة والتبادل التجاري بين الفلبين والدول المجاورة لها، وأصبح بوابة التنمية الاجتماعية والاقتصادية حتى قبل الاحتلال الإسباني. بمساحة 1،994 كيلومتر مربع، وخط ساحلي بطول 190 كيلومتر، يقع خليج مانيلا في الجزء الغربي من لوزون ويحده كاويته وحاضرة مانيلا الكبرى من الشرق، وبولاكان وبامبانغا من الشمال، وباتان (الفلبين) من الغرب والشمال الغربي.